# Teodora Asen Paleólogo
Teodora Asen Paleólogo (en griego: Θεοδώρα Ασανίνα Παλαιολογίνα; fallecida c. 1470) fue una princesa bizantina, la última consorte del Despotado de Morea.
Teodora era hija de Pablo Asen y una mujer de la familia Paleólogo; sus hermanos eran Mateo y Simonis Asen. Se casó con Demetrio Paleólogo, entonces señor de Selimbria, quien estaba en su segundo matrimonio y viudo del primero, y en 1442 tuvieron una hija, Helena. Se dice que era muy hermosa y vivaz. En 1449, cuando Demetrio se convirtió en déspota de Morea, también se convirtió en la última consorte de Mistrá. En 1460, con la caída del Despotado ante los otomanos, estaba con su familia en Constantinopla y llevó consigo el manuscrito de Pletón Nomon Syngrafis y se lo dio al patriarca Genadio II, quien lo quemó públicamente. Murió entre 1470 y 1471, poco después de su hija y su esposo.